# High Strung (2016)
High Strung (bra: Duelo de Cordas; prt: Ao Ritmo do Sonho ou High Strung - Ao Ritmo do Sonho) é um filme de drama estadunidense de 2016 dirigido por Michael Damian e escrito por Janeen Damian e Michael Damian. O filme é estrelado por Keenan Kampa, Nicholas Galitzine, Jane Seymour, Sonoya Mizuno, Richard Southgate e Paul Freeman. O filme foi lançado em 8 de abril de 2016, pela Paladin. Uma sequência High Strung: Free Dance foi lançada em 2019.

## Sinopse
Ao tocar hip-hop no metrô de Nova Iorque, o violinista encontra uma bailarina do Manhattan Conservatory of the Arts e ambos entram no clima de romance. Recebendo ajuda de uma equipe de dança, eles têm que encontrar um equilíbrio entre maneiras a fim de mostrar uma competição que pode transformar suas vidas infinitamente.

## Elenco
- Keenan Kampa como Ruby, uma bailarina que estuda no MCA; ela é amiga de Jazzy e namorada de Johnnie Blackwell; ela não gosta de contemporâneo
- Nicholas Galitzine como Johnnie Blackwell, um violinista britânico que é namorado de Ruby e não gosta de Kyle Endeca; ele estava perto de seu avô
- Jane Seymour como Oksana, a professora de dança contemporânea do MCA; ela gosta de April e parece não gostar de Ruby; mais tarde, ela revela que Ruby é muito boa e quer empurrar Ruby
- Sonoya Mizuno como Jazzy, colega de quarto de Ruby, colega dançarina e amiga que corre o risco de ser expulsa da escola por perder tantas aulas porque bebe e festeja tarde da noite com seu namorado misterioso. Ela também acaba dormindo com ele e se atrasa para a aula. Seus relacionamentos são instáveis com sua amiga Ruby.
- Richard Southgate como Kyle, um violinista da MCA, um garoto que se apaixona por Ruby e não gosta de Johnnie, vendo-o como um violinista competitivo e também para Ruby
- Paul Freeman como Kramrovsky, o professor de balé do MCA que esteve em campos de concentração quando jovem e ensina a Ruby a lição da perfeição; como nunca deve ser alcançado porque a imperfeição impulsiona a perseverança e o talento
- Maia Morgenstern como Markova
- Ian Eastwood como Rik
- Anabel Kutay como April, a possível namorada de Kyle, um bom dançarino contemporâneo que não gosta de Ruby e tem uma personalidade tradicional de “garota má perfeita”.
- Marcus Emanuel Mitchell como Hayward Jones III
- Comfort Fedoke como PopTart
- Simon A. Mendoza como Ollie
- Miranda Wilson como Maria
- Dave Scott como Macki
- Andrew Pleavin como Slater
- Tomi May como Detetive Mullen
- David Lipper como Sam
- Nigel Barber como Sr. Peterson

## Lançamento
O filme estreou no Festival Internacional de Cinema de Santa Bárbara em 6 de fevereiro de 2016. O filme foi lançado em 8 de abril de 2016, pela Paladin.
As canções apresentadas no filme incluem “DJ Fav” da cantora/atriz Nia Sioux.

## Recepção
No Rotten Tomatoes, o filme tem uma pontuação de 75% com base nas críticas de 8 críticos.

## Sequência
Uma sequência, High Strung Free Dance (também conhecida como Free Dance), foi lançada nos cinemas em outubro de 2019, e na Netflix em 31 de maio de 2020. Jane Seymour é o único membro do elenco de High Strung a retornar para a sequência, estrelada por Harry Jarvis, Juliet Doherty e Thomas Doherty.